# Église Saint-Élophe de Saint-Élophe
L'église Saint-Élophe est une église catholique située à Saint-Élophe, dans le département des Vosges, en France.

## Historique

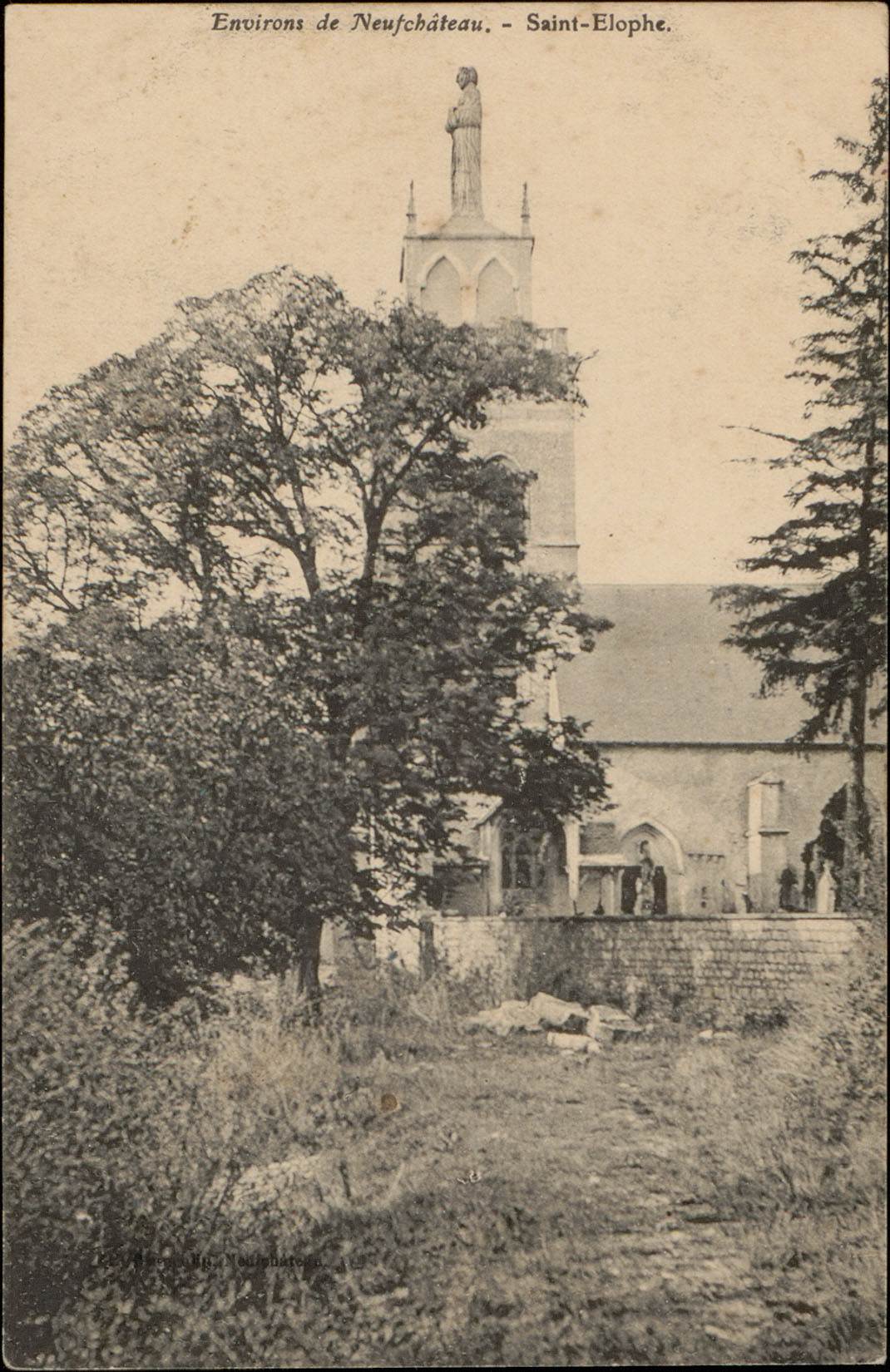
Vue historique.

L'édifice a été inscrit au titre des monuments historiques le 3 mars 1926.